# Слот, Петер
Петер Слот (нидерл. Peter Sloot) — голландский учёный, специалист в области суперкомпьютерных технологий и распределённых вычислений из Университета Амстердама.

## Научная деятельность
Петр Слот — профессор вычислительных наук в Университете Амстердама с 2002 года, с 2011 года — заслуженный профессор. Сфера его научных интересов направлена на попытку раскрыть вычислительные процессы в структурах различного масштаба, живых системах. Петр Слот является главным редактором двух научных журналов издательского дома Elsevier.
В 1990 году он создал исследовательскую группу для работ в области компьютерного моделирования, в первую очередь, информационного моделирования динамически сложных систем, таких, как модель распространения ВИЧ-инфекции. Слот также является лидером двух крупномасштабных научно-исследовательских проектов ЕС, ViroLab и DynaNets, и работает в различных проектах, финансируемых  Национальным научным фондом (NSF) и Нидерландской организации по научным исследованиям (NWO).

## Участие в российском конкурсе мегагрантов
В 2010 году П. Слот получил исследовательский грант Правительства РФ в размере 150 млн рублей. На средства гранта в Санкт-Петербургском государственном университете информационных технологий, механики и оптики была создана лаборатория перспективных вычислительных технологий . 